# Mandawar
Mandawar là một thị xã và là một nagar panchayat của quận Bijnor thuộc bang Uttar Pradesh, Ấn Độ.

## Địa lý
Mandawar có vị trí 29°30′B 78°08′Đ / 29,5°B 78,13°Đ Nó có độ cao trung bình là 223 mét (731 feet).

## Nhân khẩu
Theo điều tra dân số năm 2001 của Ấn Độ, Mandawar có dân số 19.565 người. Phái nam chiếm 52% tổng số dân và phái nữ chiếm 48%. Mandawar có tỷ lệ 39% biết đọc biết viết, thấp hơn tỷ lệ trung bình toàn quốc là 59,5%: tỷ lệ cho phái nam là 45%, và tỷ lệ cho phái nữ là 33%. Tại Mandawar, 18% dân số nhỏ hơn 6 tuổi.